# Абуна Павло
Абуна Павло (справжнє ім'я — Гебре Медин Волден Йоганнес; 3 листопада 1935, Адуа — 16 серпня 2012, Аддис-Абеба) — голова Ефіопської православної церкви, п'ятий Патріарх Абісинський, Католикос Ефіопії.

## Біографія
Народився 3 листопада 1935 року в місті Адуа (Тиграй).
Навчався в Свято-Троїцькому теологічному коледжі в Аддис-Абебі, пізніше у Свято-Володимирській духовній семінарії (США) і пресвітеріанській Принстонскій богословській семінарії.
У 1974 році, незабаром після повалення імператора Хайле Селассіє I, був викликаний до Ефіопії і в числі інших висвячений в єпископа, але без дозволу комуністичної хунти, що захопила владу, внаслідок чого 1976–1983 роки провів у в'язниці, потім в США.
5 липня 1992, після падіння режиму Менгісту Хайле Маріама в 1991 році і видалення патріарха Абуна Меркоріоса, став новим главою ефіопів-християн (дохалкідонітів).
Ефіопська православна церква до 1959 була частиною Коптської церкви, після отримала адміністративну незалежність. Дотримується заповідей Старого Завіту, які більшістю християн вважаються скасованими, таких як дотримання законів про їжу, а також святкування суботи (поряд з неділею). Практикується також обрізання, в тому числі і жіноче.
У 2007 зумів подолати 40-річний конфлікт з Коптською церквою, а в 2009 брав участь в асамблеї Синоду католицьких єпископів Африки, яка проходила в Ватикані. З 2006 Абуна Павло був одним з президентів Всесвітньої ради церков.
Помер 16 серпня 2012 в Аддис-Абебі.